# Oberviechtach
Oberviechtach település Németországban, azon belül Bajorországban. Lakosainak száma 4985 fő (2023. december 31.). Oberviechtach Winklarn és Dieterskirchen községekkel határos.

## Népesség
A település népessége az elmúlt években az alábbi módon változott:
| Lakosok száma | 1278 | 2346 | 4888 | 4698 | 4941 | 4914 | 4931 | 4967 | 4929 | 4985 |
|               | 1875 | 1950 | 1975 | 1987 | 2012 | 2014 | 2016 | 2017 | 2021 | 2023 |

## Fekvése
A Felsőpfalzi erdőség nyúlványai alatt fekvő település.

## Leírása

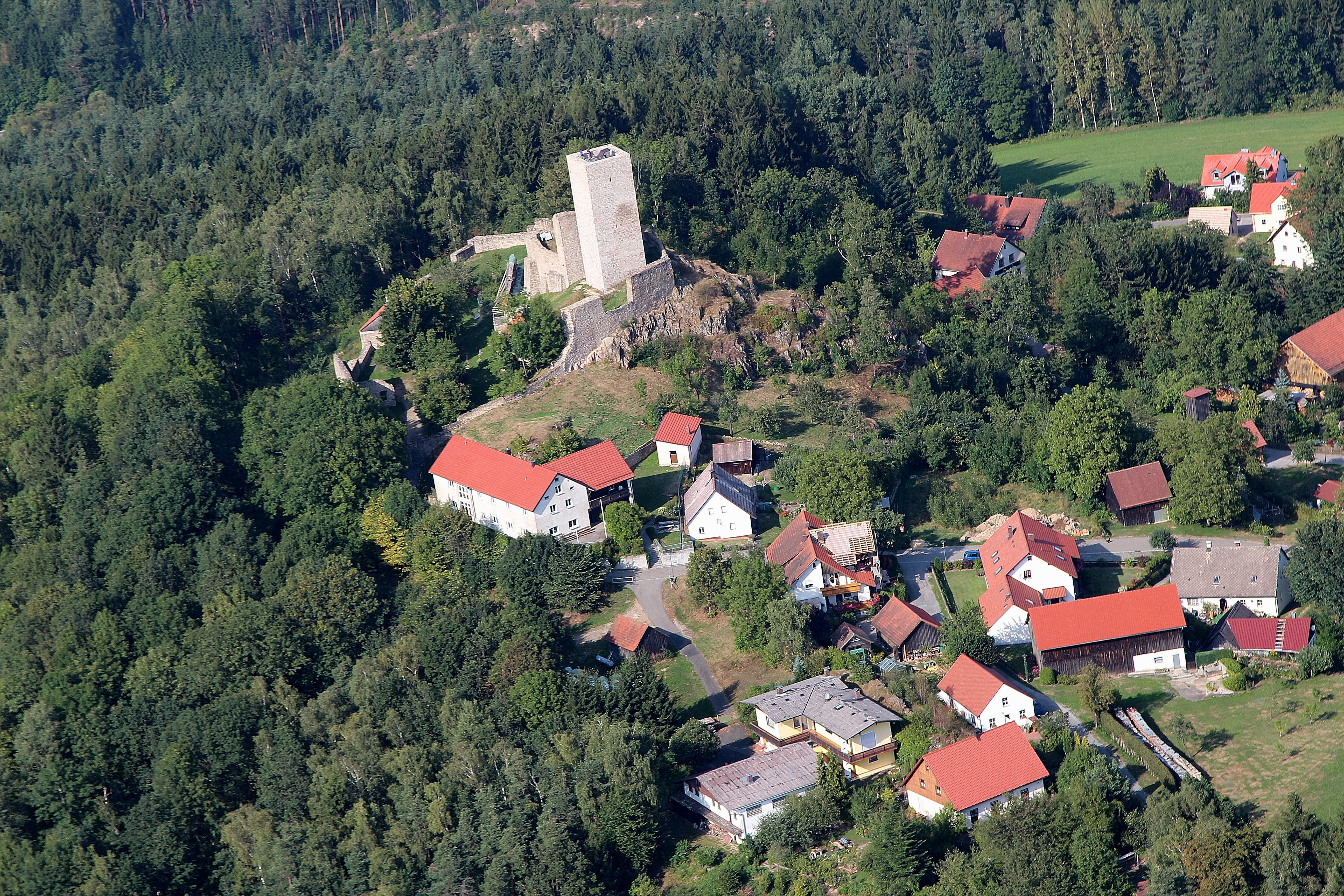
Burg Haus Murach

Az ezeréves Oberviechtach városka fölötti Obermurach várának romjai közül máig kiemelkedik a masszív Öregtorony (Bergfried).
Johann Andreas Eisenbarth (1663–1727), a legendás vándor orvos Oberviechtachban született, aki lángvörös ruhába öltöztetett 120 segédjével, tűz- és kardnyelők, hastáncosnők, kígyótáncoltatók kíséretében járta egykor a vásárokat és fejedelmi pompájú sátrában zeneszó mellett operált. A múzeum épületének harangszerkezete emlékére mindennap 11-től 3-ig minden kerek órában eljátssza Eisenbarth doktor dalát.

## Galéria

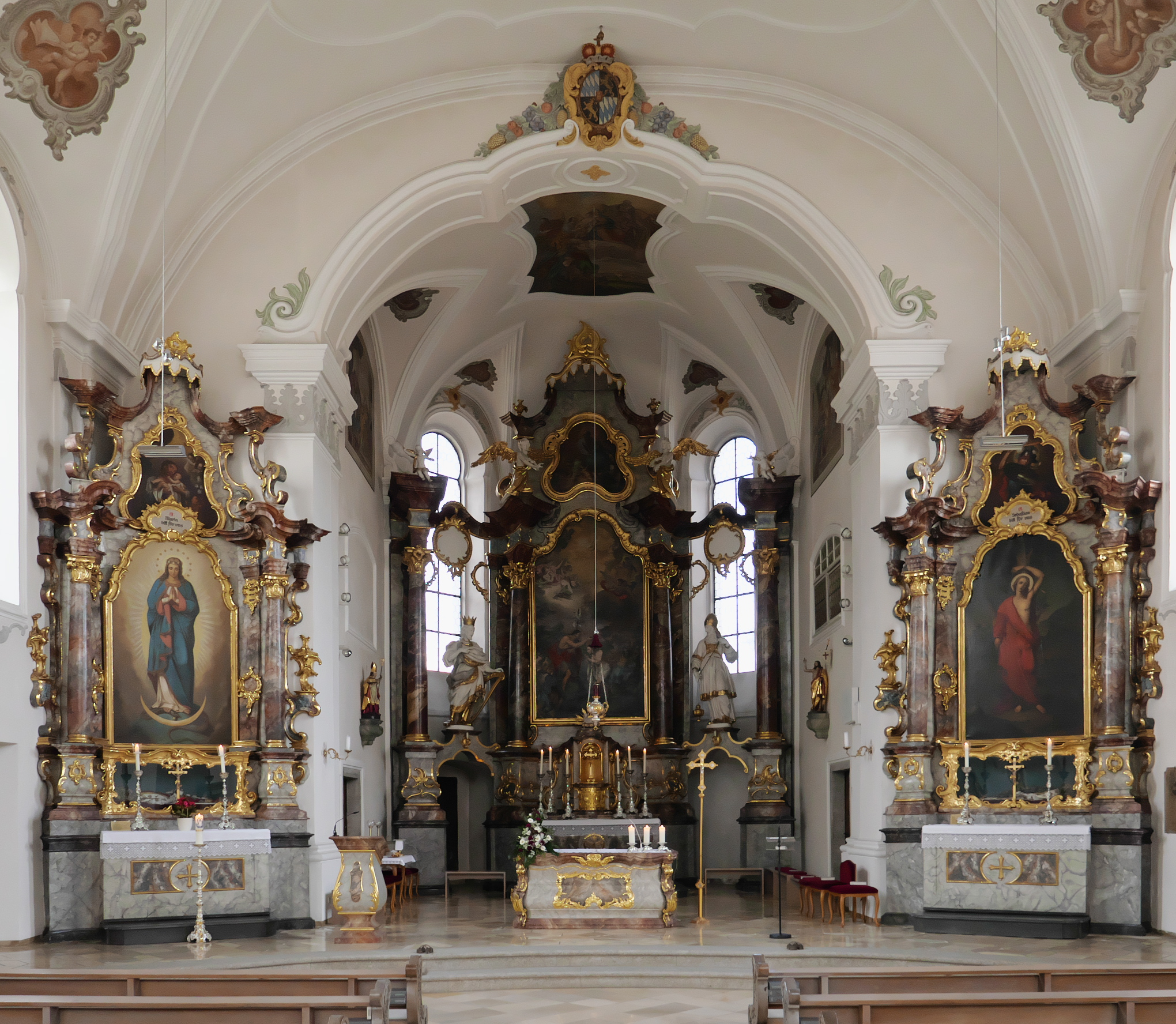
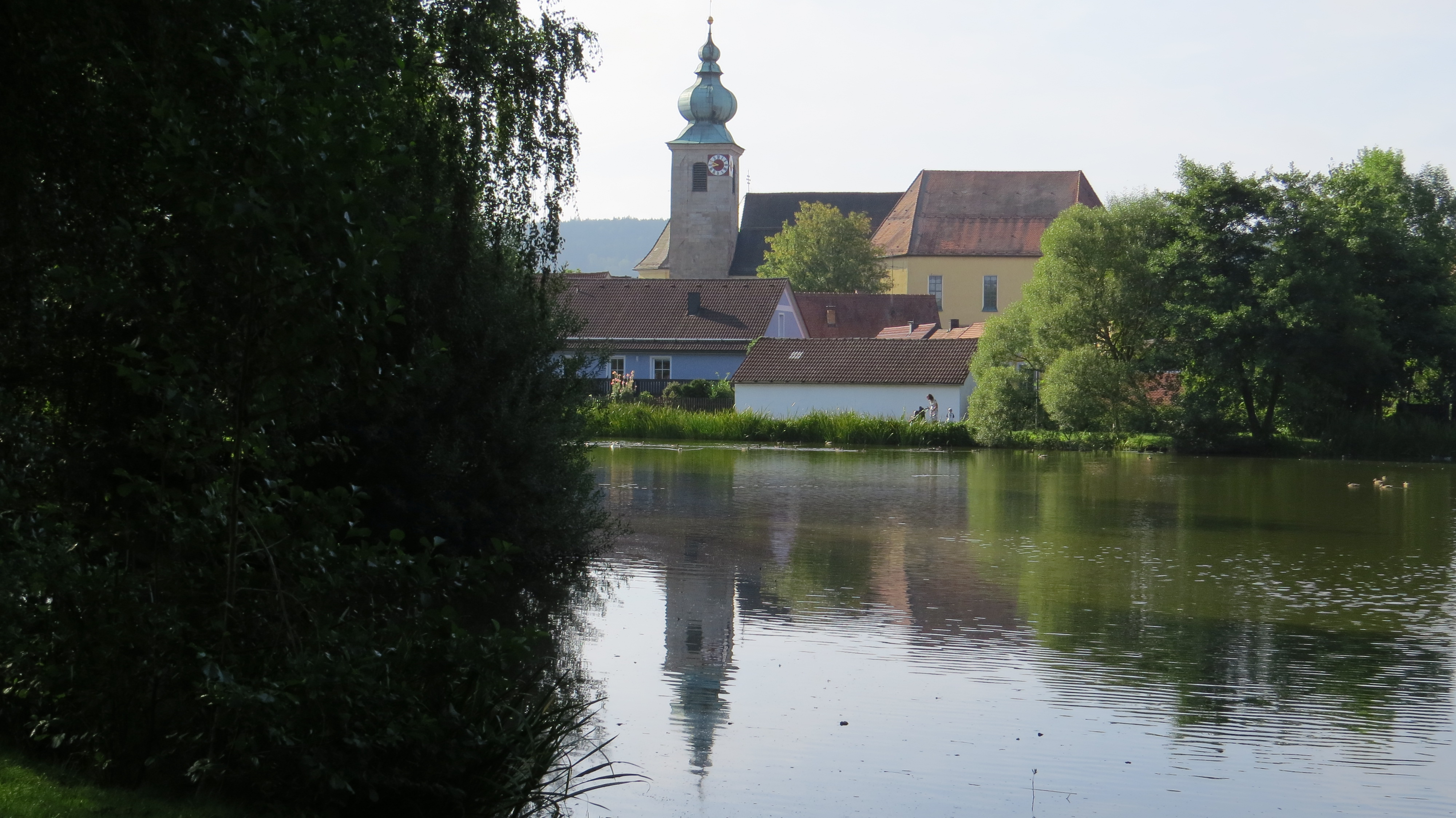
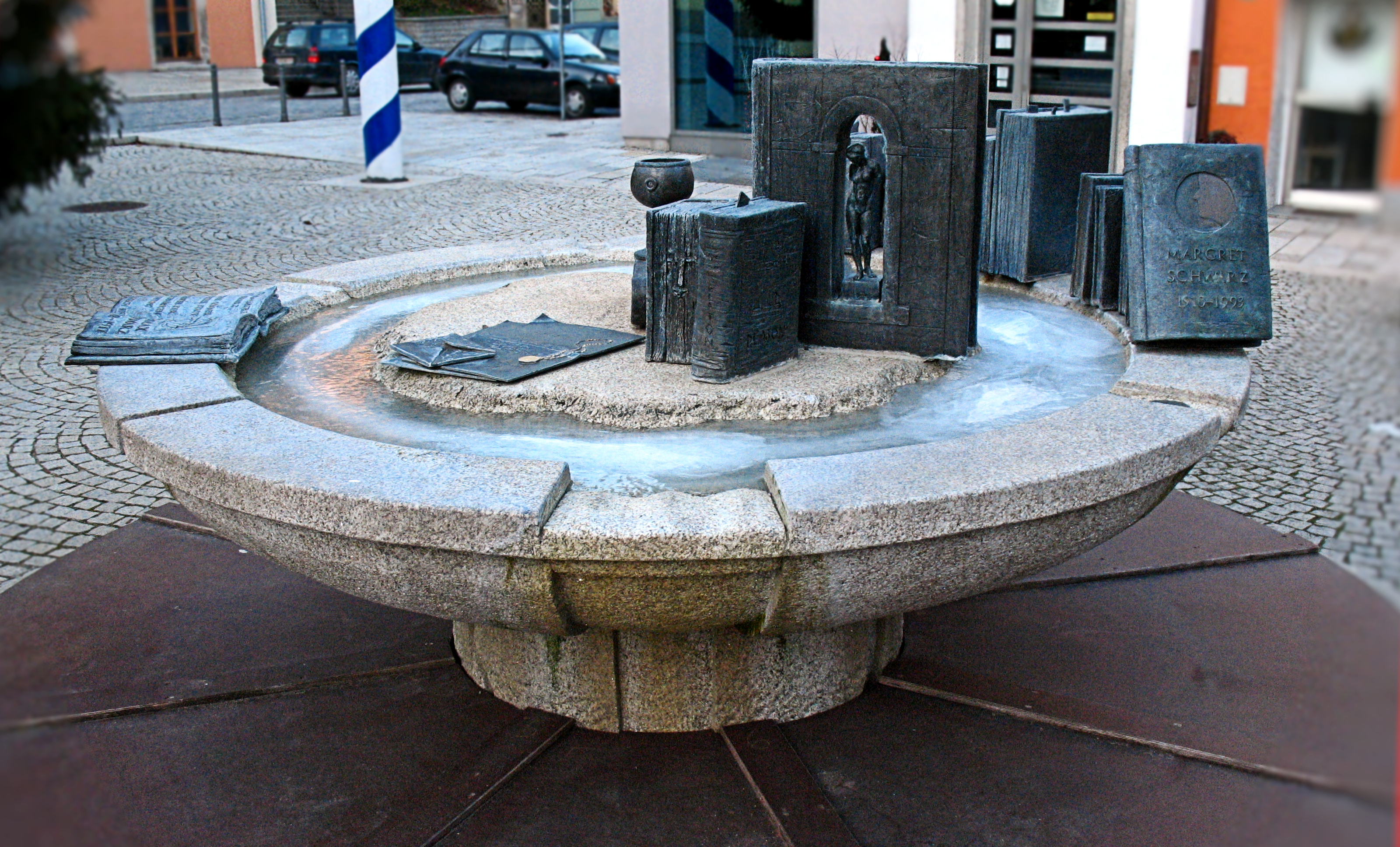
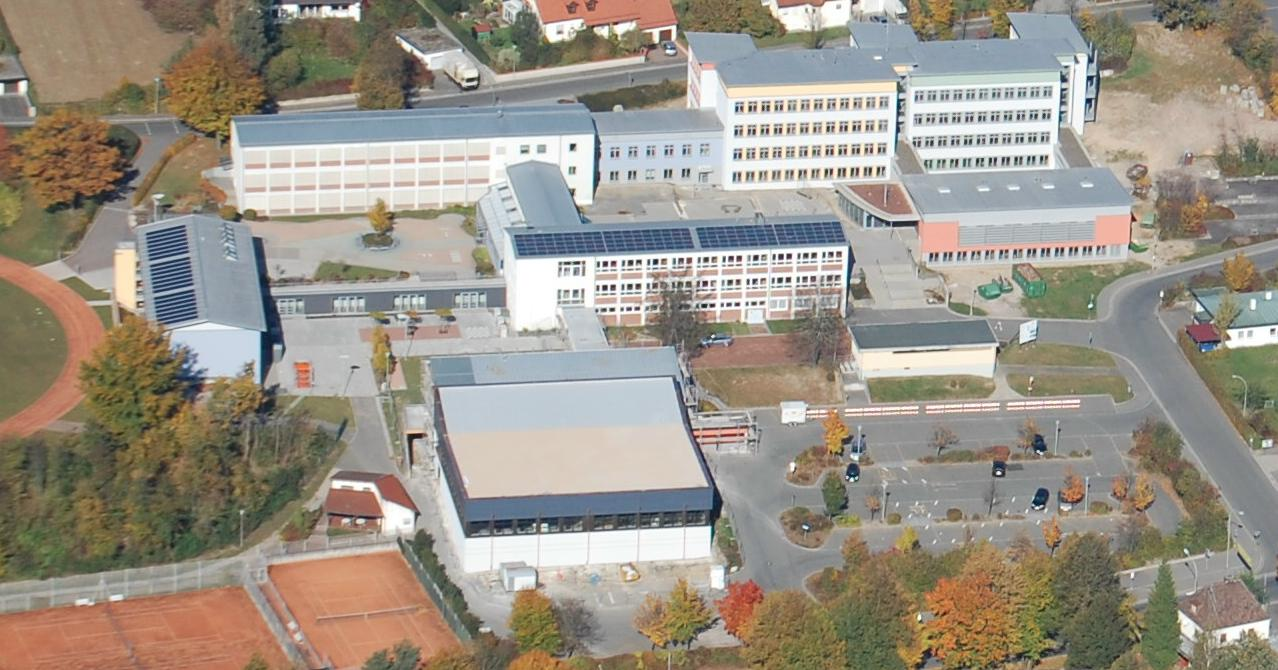

## Nevezetességek
- 17. századból való rokokó temploma
- Helytörténeti múzeum (Heimatmuseum)

## Itt születtek, itt éltek
- Johann Andreas Eisenbarth (1663-1727) vándor orvos itt született Oberviechtachban.